# Gotan Project
Gotan Project – francusko-argentyński zespół, w skład którego wchodzą m.in. Francuz Philippe Cohen Solal, Argentyńczyk Eduardo Makaroff oraz Szwajcar Christoph H. Müller.
Grupa powstała w 1999. Pierwszym utworem był Vuelvo Al Sur/El Capitalismo Foraneo, który ukazał się w 2000 i zapowiadał album La Revancha del Tango, wydany w 2001. Muzyka Gotan Project to tango z elementami elektronicznymi.

## Dyskografia
- 2001 La Revancha del Tango – złota płyta w Polsce[1].
- 2004 Inspiración Espiración
- 2006 Lunático (muzyka nagrana w studiu ION w Buenos Aires) – złota płyta w Polsce[1]
- 2006 El Norte
- 2008 Gotan Project Live
- 2010 Tango 3.0 POL #20[2]